# Chorthippus vicinus
Chorthippus vicinus är en insektsart som beskrevs av Leo L. Mishchenko 1951. Chorthippus vicinus ingår i släktet Chorthippus och familjen gräshoppor.

## Underarter
Arten delas in i följande underarter:
- C. v. vicinus
- C. v. abusivus
- C. v. alajicus
- C. v. amplus
- C. v. directus